# Cyclops africanus
Cyclops africanus – gatunek widłonoga z rodziny Cyclopidae. Opisał go w 1893 roku brytyjski zoolog Gilbert Charles Bourne (1861–1933). Miejsce typowe to Zanzibar.